# Neukirchen an der Vöckla
Neukirchen an der Vöckla è un comune austriaco di 2 548 abitanti nel distretto di Vöcklabruck, in Alta Austria.

## Geografia antropica

### Frazioni
Ackersberg, Arnberg, Bachleiten, Biber, Dachschwendau, Dorf, Endriegl, Froschern, Haid, Höllersberg, Jagersberg, Jochling, Kappligen, Kogl, Kolopfern, Lichtenegg, Meislgrub, Mixental, Mühlleiten, Neudorf, Neukirchen an der Vöckla, Oberthumberg, Pfefferberg, Pollhammeredt, Ragereck, Raschbach, Redl, Rothauptberg, Satteltal, Seirigen, Sonnleite, Spöck, Stipplmühl, Teufligen, Unterthumberg, Verwang, Waltersdorf, Wegleiten, Welsern, Weyr, Wimm, Windbichl, Winteredt, Wöhr, Zipf, Zuckau.